# 8335 Sarton
8335 Sarton è un asteroide della fascia principale. Scoperto nel 1984, presenta un'orbita caratterizzata da un semiasse maggiore pari a 2,2305077 UA e da un'eccentricità di 0,1080333, inclinata di 3,24537° rispetto all'eclittica.